# Cosmisoma aeneicollis
Cosmisoma aeneicollis là một loài bọ cánh cứng trong họ Cerambycidae.